# Волинська православна богословська академія
Воли́нська правосла́вна богосло́вська акаде́мія (раніше — Волинська духовна семінарія) — вищий навчальний заклад закритого типу зі шестирічним терміном навчання, який готує священнослужителів, працівників єпархіальних управлінь і місій для Православної церкви в Україні.

## Історія

### 1795—1939 роки

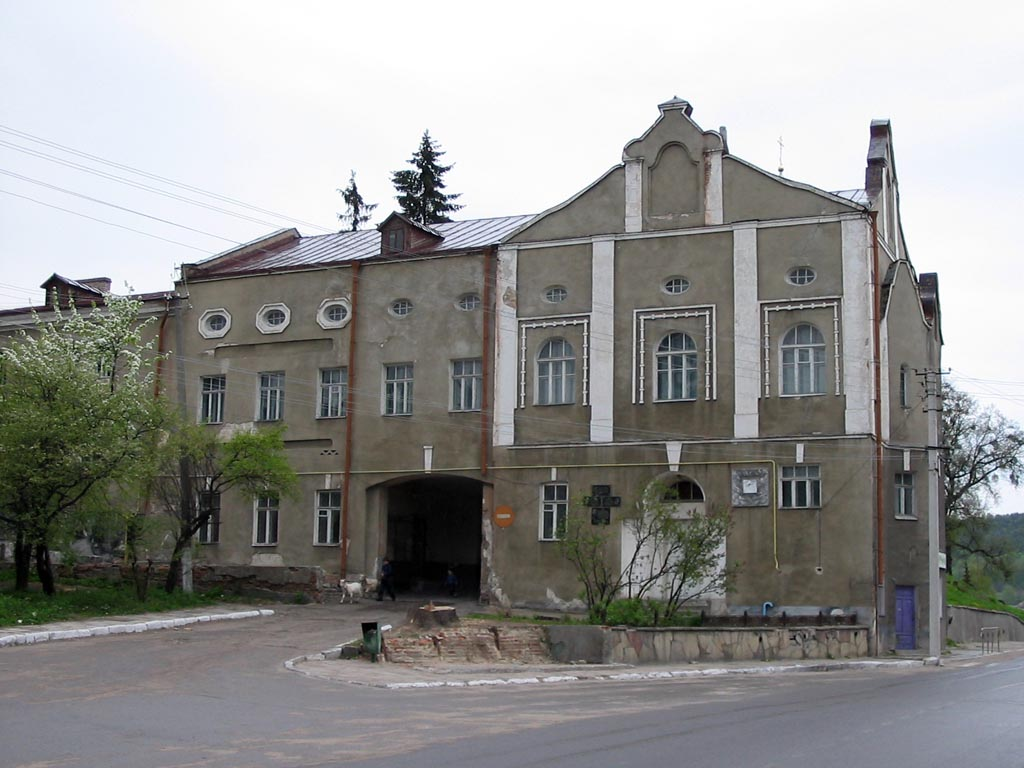
Приміщення в Крем'янці

14 травня 1796 року завдяки Волинському і Житомирському єпископу Варлааму Шишацькому було відкрито «Єпаршеську семінарію», яка згодом стала Волинською. Це відбулося після того, як при Катерині II у 1775 р. Волинський край анексувала Російська імперія. Завданням семінарії було підготувати кандидатів у священники для парафій, які перейшли з греко-католицької церкви в православну. У семінарію приймали православних дітей (віком 7—15 років), які до того навчалися у василіянській та єзуїтських школах м. Овруча, Межирича, Острога. Згодом найкращих учнів направляли навчатися в Київську духовну академію. 
Спочатку семінарія знаходилась у приміщенні Преображенського монастиря в м. Остріг — колишній центр освіти на Волині. Після пожежі (1821), яка знищила будинки семінарії, в 1825 році її було переведено в м. Аннопіль Острозького повіту, де вона діяла до квітня 1836 року. Потім місцем її розташування стало місто Кременець (тепер там розташований районний краєзнавчий музей), а з осені 1902 року — м. Житомир.
Комплекс будівель Волинської духовної семінарії в Житомирі (навчальні корпуси, гуртожиток і господарські споруди) збудували в 1897 — 1902 роках на Ілларіонівській вулиці (тепер вулиця Грушевського) в модному тоді архітектурному неоруському стилі, який творчо використовував мотиви древньоруського зодчества Псковської та Новгородської шкіл XIII — XIV століть. Тоді Волинська семінарія була найчисленнішою в усій імперії та розпоряджалась одним із найбільших приміщень серед інших духовних шкіл, і також відіграла важливу роль у підготовці кадрів для першого відродження УАПЦ. У 1918 році була закрита більшовиками.
З 1919 по 1939 роки семінарія вдруге перебувала в Крем’янці (на той час — Волинське воєводство Польщі), із повністю зміненим професорсько-викладацьким складом — на викладачів колишньої Холмської духовної семінарії. Після так званого злиття цих семінарій українізаційні процеси продовжувалися. За 20 років ВДС підготувала сотні священників. Коли Волинська семінарія була переведена в Кременець, її організацією зайнявся єпископ Кременецький Діонісій (Валединський). Ректором відновленої семінарії став архімандрит (потім єпископ-вікарій) Симон Іваницький. Після нього ректором був архімандрит Олексій (Громадський), який потім ставши єпископом, самовіддано захищав семінарію від католицького впливу до кінця її існування. У 1939 році поляки все ж таки змусили викладати деякі дисципліни польською мовою.

### Радянський період. Закриття семінарії
Після закінчення Другої світової війни Волинська духовна семінарія знову почала функціонувати, проте уже в м. Луцьку.
23 травня 1944 року єпископом Луцьким і Волинським призначений Миколай (Чуфаровський). Іподияконом тоді у нього був Валентин Негода, — теперішній викладач семінарії. Завдяки єпископу Миколаю в 1945 році було відкрито пастирські курси, які у 1946 році перейменували у Волинську Духовну семінарію. Її ректором став кандидат богослов'я, протоієрей Микола Тучемський. До цього у період між Першою і Другою світовими війнами він працював ректором Віленської Духовної семінарії.
З 1954 року в семінарії почали добудовувати аудиторії, спальні та господарські.
З 1946 по 1954 рік Волинська духовна семінарія випускала тільки 17 студентів. Проте були роки, коли кількість випускників сягала до 40 і більше осіб. А всього за двадцять післявоєнних років семінарія випустила понад 500 священників, які служили на благо Церкви не тільки у Волинському краї, а й в інших областях.
Коли влада почала здійснювати перевірки викладачів та семінаристів на надійність, було звільнено з роботи викладачів о. Стефана Грушка та Євгенія Степановича Богуславського. З 1960 року семінарію почали закривати. Ректор о. М. Тучемський був усунений від керівництва, а на його місце призначили ігумена Мефодія (Мензака), який через два роки став єпископом Волинським.
Внаслідок тиску безбожної влади після закриття в 1960 році Київської, Саратовської, Ставропольської семінарій дійшла черга і до Волинської. Указом комітету від 15 березня 1964 р. при єпископі Мефодії (Мензак) у серпні 1964 року Волинську Духовну семінарію було закрито.

### Відновлення семінарії
Коли в 1988 році світська влада дозволила урочисто відсвяткувати 1000-ліття Хрещення Русі з'явилася можливість відновити діяльність семінарії. У жовтні 1990 при єпископі Варфоломії (Ващуку) було відкрите Луцьке Духовне училище, яке через рік отримало статус Духовної семінарії, ректором якої став єпископ Варфоломій (Ващук). У вересні 1992 року ректором ВДС було призначено прот. Петра Влодека.
Після проголошення незалежності України та створення Української православної церкви Київського патріархату 12 серпня 1992 р. згідно з розпорядженням Волинської облдержадміністрації від 11 серпня 1992 р. Луцький Свято-Троїцький кафедральний собор, приміщення єпархії та семінарії були передані віруючим Київського патріархату. Вже 5 жовтня 1992 р. відбулось спільне засідання єпархіальної та педагогічної ради, заслухано пропозицію Педагогічної Ради та керуючого справами Луцько-Волинської єпархії УПЦ КП про реєстрацію статуту відроджуваної Волинської Духовної семінарії, також постановили, що учні, які відійшли від семінарії, заснованої Варфоломієм і хочуть продовжити своє навчання, та абітурієнтів, які подали заяви після проведення вступних іспитів прийняти учнями відродженої давньої Волинської Духовної семінарії.
На спільному засіданні було також обговорено і прийнято статут ВДС, подано пропозицію про реєстрацію його у відповідних державних органах. Протокол спільного засідання підписали: керуючий справами Луцько-Волинської єпархії архієпископ Спиридон, секретар семінарії протоієрей Миколай Бочкай, члени ради протоієрей Анатолій Ліпчик, Іван Кравчук та ін.
Статут ВДС зареєстровано в місцевих органах Волинської обласної державної влади 13 жовтня 1992 р. У статуті зазначалось, що відроджена Волинська Духовна семінарія має плекати кандидатів для священичих свячень. Кошти для життєдіяльності семінарії мали одержуватись з добровільних грошових внесків єпархіального управління, пожертв окремих громадських, інших організацій, окремих парафіян і церковних громад. Ректор семінарії, згідно зі Статуту, відповідав навчально-виховний процес, стан духовного навчального закладу, інспектор — безпосередньо навчальний процес, а при відсутності ректора заміняв його. Пізніше у семінарії було введено посаду проректора з заочного навчання. Першими викладачами стали протоієреї Іван Кравчук, Миколай Бочкай, Анатолій Ліпчик.
Першими вихованцями стали 5 учнів, які прийшли до рідної церкви і відродженого духовного освітнього закладу, залишивши навчання у семінарії УПЦ МП. Це — Ярослав Місюк, Ігор Матіщук, Віталій Красій, Андрій Ткачук, Віталій Шопулко, пізніше  до них приєдналися Юрій Волощук, Микола Лазука, Володимир Ткачук, Володимир Вавринчук.   
Відроджена давня Волинська Духовна семінарія спочатку мала злиденну матеріальну базу. Приміщеннями для навчання і мешкання стали будівлі, в яких у 1946—1964 рр. розміщалась її попередниця. Старі будівлі вимагали невідкладного капітального ремонту.  Долаючи фінансові труднощі, було проведено капітальний ремонт, силами самих вихованців і їх батьків. Відремонтовано навчальний корпус, актовий зал, бібліотеку, їдальню, житлові приміщення для учнів та викладачів.

## Навчання
Після закінчення 4-х років навчання студенту надається диплом бакалавра богослів'я. Якщо ж всі 4 роки студент навчався на «відмінно» і «добре» та успішно захистив диплом бакалавра богослів'я, то він може продовжити навчання в магістратурі Академії, а після її закінчення та успішного захисту отримати диплом магістра богослів'я.
На богословське відділення академії (стаціонарна і заочна форми навчання) приймаються особи православного віросповідання чоловічої статі у віці до 35 років, які мають середню освіту, неодружені або одружені першим шлюбом.
На регентське відділення приймаються чоловіки та жінки віком до 45 років, які мають базову середню і середню освіту. Термін навчання 3 роки. Випускники отримують дипломи «Регента церковного хору» і вчителів предмету «Основи християнської етики».
ДЕНЬ ВІДКРИТИХ ДВЕРЕЙ — 27 БЕРЕЗНЯ. Документи абітурієнтів приймаються канцелярією Академії до 16 серпня. Вступні іспити 21–22 серпня.

## Кафедри
- Священного писання та Богослів'я
- Церковно історичних та гуманітарних дисциплін
- Практичних дисциплін

## Відомі люди

### Ректори
- Острог:
  - архімандрит Авдій (1806-1807)
  - архімандрит Феофан (1808-1812)
  - архімандрит Ієронім (1812-1822)
  - архімандрит Мелетій (1822-1824)
  - ієромонах Павло (1824-1825)
- Кременець:
  - єпископ Христофор (Емауський) (1837 -?)
  - архієпископ Феодосій (Шаповаленко) (21 жовтня 1848 – 3 грудня 1852)
  - єпископ Єфрем (Рязанов) (3 грудня 1852-1857)
  - єпископ Феофілакт (Губін) (святитель) (11 грудня 1857-1860)
  - протоієрей Олександр Хотовицький (священномученик) (1873)
  - єпископ Симеон (Покровський) (6 вересня 1890-1893)
  - єпископ Аркадій (Карпінський) (6 вересня – 6 жовтня 1893)
  - митрополит Київський Михайло (Єрмаков) (6 жовтня 1893 – 7 січня 1899)
  - єпископ Феодосій (Олтаржевський) (7 січня 1899-1901)
- Житомир:
  - єпископ Амвросій (Гудко) (священномученик) (1901 — 1904)
  - архімандрит Неофіт (Осипов) (преподобномученик) (1909 — 1911)
  - архімандрит Аверкій (Кедров) (1911 — 1915)
  - єпископ Миколай (Кенарський) (1916)
  - митрополит Ієрофей (Померанцев) (1916 — 1917)
  - єпископ Яків (Немоловський) (1917 — 1919)
- Кременець:
  - митрополит Олексій (Громадський) (1921 — 1923)
  - архієпископ Симон (Івановський) (1 липня 1923 — 1 січня 1926)
  - архієпископ Антоній (Марценко) (1926 — листопад 1926)
- Луцьк (РПЦ):
  - протоієрей Миколай Тучемський (1945 — 1959)
  - ігумен Мефодій (Мензак) (1959 — 1962)
  - протоієрей Петро Влодек (1962 — 1964)
  - єпископ Варфоломій (Ващук) (1990 — 1992)[6]
- Луцьк (УПЦ КП):
  - єпископ Спиридон (Бабський) (05.10.1992 — 06.12.1992)
  - протоієрей Миколай Бочкай (06.12.1992 — 15.09.1993)
  - єпископ Серафим (Верзун) (15.09.1993 — 30.11.1993)
  - митрополит Іоан (Боднарчук) (01.01.1994 — 09.11.1994)
  - Вінцукевич Петро Миколайович (1994 — 1996)
  - протоієрей Сергій Мельничук-Мартинюк (1996 — 2003)
  - протоієрей Іван Нідзельський (2003 — 2008)
  - протоієрей Ігор Швець (2008 — 2013)
  - протоієрей Володимир Вакін (від 20 жовтня 2013)

### Випускники
- Скакальський Іов
- Ісаєвич Дмитро[7]
- Антоній (Рафальський) (Острог)